# ماري هالوك فوت
ماري هالوك فوت (بالإنجليزية: Mary Hallock Foote)‏ (ولدت 1847– توفيت 1938) هي مؤلفة ورسامة أمريكية. وهي مشهورة بقصصها القصيرة ورواياتها المصورة التي تصور الحياة في مجتمعات التعدين في الغرب الأمريكي القديم في مطلع القرن الماضي.

## سيرة حياتها

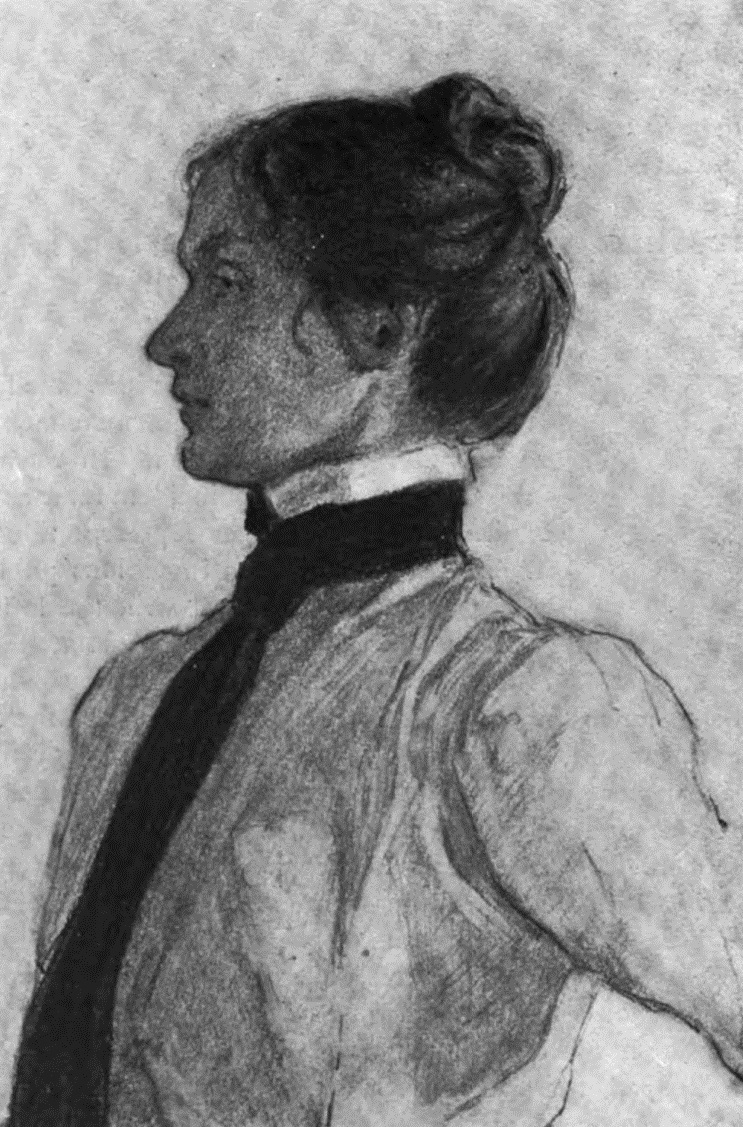
ماري هالوك فوت

### نظرة عامة
ولدت ماري هالوك في 9 نوفمبر 1847، في ميلتون، نيويورك، من أصل إنجليزي مسيحي بروتستانتي. التحقت الشابة بالمدرسة الجامعية النسائية في بوكيبسي، نيويورك، ثم درست الفن في مدينة نيويورك في معهد كوبر النسائي الجديد للتصميم. وبحلول أوائل العشرينيات من عمرها، انتقلت إلى مدينة نيويورك للعمل كفنانة رسم وتصميم لأبرز الناشرين.
تزوجت هالوك في عام 1876 مهندس التعدين الشاب، آرثر دي وين فوت، ثم انتقلت للعيش معه في نيو ألمادن ماين بالقرب من سان خوسيه، كاليفورنيا. وانتقلت بعد ذلك رفقة آرثر الذي واصل مسيرته في الهندسة، إلى جميع أنحاء غرب البلاد: من ليدفيل، كولورادو إلى ديدوود، داكوتا الجنوبية ثم إلى بويسي، أيداهو، حيث أنشأ آرثر مشروع ري كبير على نهر بويز، ثم إلى موريليا، ميتشواكان، المكسيك، وأخيرًا إلى غراس فالي، كاليفورنيا، حيث تقدم آرثر لإدارة منجم نورث ستار، وتقاعد هناك.
استمر زواج آرثر وماري فوت ستين عامًا. أنجبا في السنوات الأولى من زواجهما ثلاثة أطفال: ابن يُدعى آرثر بورلينغ فوت، وابنتان، بيتي وأغنيس.

### سيرتها المهنية
تصادقت ماري هالوك فوت عندما كانت طالبة جامعية مع الفنانة الأمريكية هيلينا دي كاي غيلدر. كما استفادت ماري هالوك فوت من زوج غيلدر ريتشارد واتسون غيلدر، الذي استعمل أعمالها الفنية عندما كان محررًا في مجلة سكراينر الشهرية. قدم غيلدر ماري إلى دائرة من الفنانين الآخرين بما في ذلك ماري ستون وماري بيرني وماريا أوكي دوينغ والعديد من الكتاب المشهورين.
بعد مغادرتها شرق البلاد المحبب إلى قلبها، ألهم سكان الغرب الأمريكي القديم ماري. سرعان ما رسمت ماري المكان وكتبت عنه بالإضافة إلى اخبار الجميع عن مدى حبها ليه. لتسجيل رحلاتها، كتبت ماري قصصًا لقرائها في الشرق كمراسلة لمجلة ذا سنتري ماغازين وبعض المجلات الأخرى، مُرسلة لهم نقوشًا خشبية مستوحاة من رسوماتها. اشتهرت بقصصها عن المكان، إذ صورت فيها الحياة القاسية والجميلة التي عاشتها ولاحظتها في الغرب الأمريكي القديم، لا سيما في مدن التعدين الأولى. كانت واحدة من أشهر الرسامات في أمريكا في 1870 و 1880. كتبت العديد من الروايات، ورسمت قصصًا وروايات مصورة لمختلف المؤلفين والناشرين.
عرضت فوت عملها في مبنى المرأة في المعرض الكولومبي العالمي لعام 1893 في شيكاغو، إلينوي.
اكتسبت ماري فوت شهرة كمرحبة بشوشة لكبار الشخصيات والمشاهير الذين يسافرون عبر ضواحي منازلها (الكثيرة والمتقاربة) في الغرب. بعد عام 1905، عندما بنت هي وزوجها نورث ستار هاوس (المعروف أيضًا باسم قصر فوت) واستقرت بصفة دائمة في غراس فالي، كاليفورنيا، ترأست لمدة 30 عامًا العديد من الأحداث الاجتماعية والمدنية التاريخية هناك.
بعد وفاتها، كانت فوت شخصية غامضة. بعد أربعة وثلاثين عامًا من وفاتها، ساعدت نسخة المؤرخ رودمان بول لعام 1972 من مذكرات فوت غير المنشورة، أيه فيكتوريان جنتيلوومن إن ذا فار وست (A Victorian Gentlewoman in the Far West)، على إثارة الاهتمام بحياتها وعملها مجددًا. ومع ذلك، فإن رسائلها -التي توفر معلومات عن سيرة زوجها وسيرتها الذاتية- لم تُنشر أبدًا باستثناء مقتطفات موجزة في مجالات بحثية مختلفة.

## وصلات خارجية
- ماري هالوك فوت على موقع الموسوعة البريطانية (الإنجليزية)

- مؤلفات ماري هالوك فوت في مشروع غوتنبرغ
- أعمال أو نبذة عن ماري هالوك فوت على أرشيف الإنترنت
- أعمال ماري هالوك فوت في ليبري فوكس
- Mary Hallock Foote على موقع فايند أغريف